# Агрест Євген Романович
Євгеній Романович Агрест — шведський шахіст білоруського походження.
Після розпаду СРСР в 1994 році емігрував в Швецію. Звання гросмейстера здобув у 1997 році. Чотириразовий чемпіон Швеції (1998, 2001, 2003 і 2004), триразовий чемпіон Скандинавії (2001, разом з Артуром Коганом, 2003 разом з Куртом Хансеном і 2005).
Грав за національну збірну на шахових олімпіадах в 1998, 2000, 2002, 2004 і 2006 роках.

## Шахова кар'єра
1990 року виграв у Бидгощі титул клубного чемпіона Польщі, представляючи клуб BBTS Бельсько-Бяла, а наступного року в Миколайках виборов у командному заліку срібну медаль. Після розпаду СРСР переїхав разом з дружиною, Світланою, яка має титул міжнародного майстра серед жінок, до Швеції і оселився в Стокгольмі. На міжнародних змаганнях кольори цієї країни представляє від 1997 року і належить до числа провідних шведських шахістів. Чотири рази вигравав золоту медаль на чемпіонатах Швеції (1998, 2001, 2003, 2004). Крім цього також двічі здобував срібну (1997, 2002) та бронзову (2008) медалі. Від 1998 до 2006 року взяв участь у всіх п'яти шахових олімпіадах (зокрема двічі на 1-й шахівниці), а також у чотирьох командних чемпіонатах Європи (тричі на 1-й шахівниці).
Досягнув низки успіхів на міжнародних турнірах, зокрема: поділив 2-ге місце (позаду Михайла Красенкова) турнір Кубок Рілтона в Стокгольмі (1994/95), переміг (разом з Дьюлою Саксом) у Дюлі (1997), посів 2-ге місце (позаду Тома Ведберга) в Стокгольмі (1999), поділив 2-ге місце (позаду Стюарта Конквеста) у Фюрті (1999), переміг (разом з Артуром Коганом) на чемпіонаті нордичних країн у Бергені (2001), поділив 1-3-тє місце на турнірі Кубок Рілтона в Стокгольмі (2001/02), виграв у Грішаймі (2003), поділив 1-2-ге місце (разом з Куртом Хансеном) а Орхусі (2003) і виборов титул чемпіона скандинавських країн, у Ваммалі (2005). На перетині 2007 і 2008 років поділив 1-ше місце на турнірі Кубок Рілтона в Стокгольмі (разом із, зокрема, Радославом Войташеком, Пією Крамлінг, Томі Нюбаком і Васіліосом Котроніасом).
Двічі взяв участь у чемпіонаті світу ФІДЕ, який проходив за олімпійською системою, в обох випадках вибувши в 1-му турі: 2000 року поступився Олександрові Оніщуку, а 2004 року - Каренові Асряну. 2003 року став учасником першої події, внаслідок якої шаховий гросмейстер програв партію через включення мобільного телефону (що суперечить правилам ФІДЕ). Це сталося під час командного чемпіонату Європи в Пловдив, а супротивником, який тоді внаслідок цього програв партію, був тодішній чемпіон світу Руслан Пономарьов.
Найвищий рейтинг Ело в кар'єрі мав станом на 1 січня 2004 року, досягнувши 2616 очок займав тоді 82-ге місце в світовому рейтинг-листі ФІДЕ, одночасно займаючи 1-ше місце серед шведських шахістів.

## Зміни рейтингу
| На цьому місці має відображатися графік чи діаграма, однак з технічних причин його відображення наразі вимкнено. Будь ласка, не видаляйте код, який викликає це повідомлення. Розробники вже працюють для того, щоби відновити штатне функціонування цього графіка або діаграми. | |
| | На цьому місці має відображатися графік чи діаграма, однак з технічних причин його відображення наразі вимкнено. Будь ласка, не видаляйте код, який викликає це повідомлення. Розробники вже працюють для того, щоби відновити штатне функціонування цього графіка або діаграми. |